# Microstylum nigrisetosum
Microstylum nigrisetosum är en tvåvingeart som beskrevs av Efflatoun 1937. Microstylum nigrisetosum ingår i släktet Microstylum och familjen rovflugor.
Artens utbredningsområde är Sudan. Inga underarter finns listade i Catalogue of Life.